# Assalt al Capitoli dels Estats Units de 2021
Els dies 5 i 6 de gener de 2021, partidaris radicalitzats del president dels Estats Units, Donald Trump, es van traslladar a Washington DC per protestar pels resultats de les eleccions presidencials del 2020 i donar suport a la demanda de Trump perquè el vicepresident Mike Pence i el Congrés rebutgessin el president electe Joe Biden. Inicialment els manifestants es van concentrar sota el lema «Save America», un esdeveniment previst a The Ellipse, parc situat al davant de la Casa Blanca, on els assistents van escoltar els discursos de Trump i Rudy Giuliani.
Abans que acabessin els discursos, una multitud de manifestants van marxar cap al Congrés i van assaltar l'edifici. En aquell moment, el Congrés estava en sessió realitzant el recompte de vots del Col·legi Electoral i debatent el que el senador Ted Cruz (Texas) i el diputat Paul Gosar (Arizona) s'oposessin al recompte dels vots del Col·legi Electoral. Diversos edificis del complex del Capitoli dels Estats Units van ser evacuats i els manifestants van trencar els cordons policials per entrar als edificis, inclosa la National Statuary Hall. Tots els edificis del complex del Capitoli van ser bloquejats posteriorment. Segons els informes, es va produir un enfrontament armat a les portes de les cambres, i es va informar que una persona va rebre una ferida de bala a l'interior de l'edifici del Capitoli.

## Esdeveniments

### Manifestació "Salvar Amèrica"
Al matí del 6 de gener de 2021, els manifestants van envoltar el Monument a Washington per manifestar-se i diverses persones van pronunciar discursos a The Elipse, parc de davant la Casa Blanca, inclòs Donald Trump i el seu assessor Rudy Giuliani. Giuliani es va dirigir a la multitud repetint que les màquines de votació utilitzades en les eleccions estaven «trucades» i va demanar un «judici per combatre-ho». Trump va pronunciar un discurs des de darrere d'una barrera de vidre, atacant als mitjans i demanant a Mike Pence, vicepresident dels EUA, que revoqués els resultats de les eleccions.
Durant el míting, Trump va demanar als seus partidaris que lluitessin: «Lluitem com a l'infern. I si no lluites com a l'infern, ja no tindràs un país».
Finalment, en el míting, Trump també va declarar que mai cedirien. Els fills adults de Trump, Donald Trump Jr i Eric Trump, també es van pronunciar en contra dels congressistes i senadors republicans que no recolzaven les peticions de canvi de vot del Col·legi Electoral.

### Assalt
Aproximadament de les 13h a les 14:15, els manifestants van començar l'intent de prendre els edificis del complex del Capitoli dels EUA. Alguns edificis del complex van ser evacuats i els manifestants van aconseguir traspassar la seguretat per a ingressar al Capitoli, inclòs el National Statuary Hall. Després de trencar el perímetre de seguretat, la majoria dels manifestants simplement van entrar al Capitoli a peu; altres van usar cordes i escales improvisades per envair l'edifici i alguns altres van trencar finestres per entrar-hi. Com a resultat, va haver-hi quatre morts, tres manifestants i un policia.

## Conseqüències
Més de 600 persones han estat imputades en tribunals federals per l'assalt, entre elles, la condemna més alta és la de Jacob Chansley, que va entrar-hi disfressat de bisó

## Amnistia
El dia 20 de gener del 2025, amb la investidura de Donald Trump com a president dels Estats Units va firmar l'ordre executiva d'indultar a més de 1.500 processats a causa de l'assalt al capitoli.